# Homoneura lutealata
Homoneura lutealata är en tvåvingeart som beskrevs av Kim 1994. Homoneura lutealata ingår i släktet Homoneura och familjen lövflugor. Inga underarter finns listade i Catalogue of Life.